# واچه ایساگولیانتس
واچه هوهانسی ایساگولیانتس (ارمنی: Վաչե Հովհաննեսի Իսագուլյանց؛ انگلیسی: Vache Isaguliants زاده ۲ مهٔ ۱۸۹۳ - درگذشته ۲۲ ژانویهٔ ۱۹۷۳) شیمی‌دان اهل ارمنستان بود.

## زندگی‌نامه
وی در مه ۲ [سبک قدیمی: آوریل ۱۹] ۱۸۹۳ در شوشی به دنیا آمد . وی عضو شورای تأسیس فرهنگستان ملی علوم ارمنستان بود. وی در دانشگاه‌های ایروان و مسکو تدریس نمود. وی عضو شورای موسس فرهنگستان ملی علوم ارمنستان (1943) بود. وی در دانشگاه اقتصاد پلخانف روسیه، ماشین‌فارم‌پراپرتی؟، دانشگاه دولتی فناوری‌های مسکو, دانشگاه فناوری شیمیایی دیمیتری مندلیف روسیه، دانشگاه دولتی نفت و گاز گوبکین روسیه، انستیتو دولتی طراحی کارخانه‌های مواد شیمیایی پایه؟، آرم‌فان، دانشگاه دولتی ایروان فعالیت می‌کرد. وی صاحب اختراعات و تحقیقات بیشماری می‌باشد. وی در ۲۲ ژانویهٔ ۱۹۷۳ در سن ۷۹ سالگی در مسکو درگذشت و در گورستان ارامنه مسکو به خاک سپرده شد.

## نگارخانه

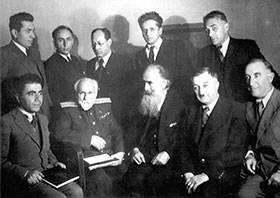

## یادداشت
1. ↑  քիմիական գիտությունների դոկտոր
2. ↑  Պլեխանովի անվան ռուսական տնտեսագիտական համալսարան
3. ↑  Մոսկվայի Մ․ Լոմոնոսովի անվան պետական նուրբ քիմիական տեխնոլոգիաների համալսարան
4. ↑  Ռուսաստանի Դ. Մենդելեևի քիմիատեխնոլոգիական ինստիտուտ
5. ↑  Ռուսաստանի Գուբկինի անվան նավթագազային համալսարան
6. ↑  Պլեխանովի անվան ռուսական տնտեսագիտական համալսարան
7. ↑  Մոսկվայի Մ․ Լոմոնոսովի անվան պետական նուրբ քիմիական տեխնոլոգիաների համալսարան
8. ↑  Ռուսաստանի Դ. Մենդելեևի քիմիատեխնոլոգիական ինստիտուտ
9. ↑  Ռուսաստանի Գուբկինի անվան նավթագազային համալսարան